# Acmaeodera marginenotata
Acmaeodera marginenotata är en skalbaggsart som beskrevs av Louis Alexandre Auguste Chevrolat 1867. Acmaeodera marginenotata ingår i släktet Acmaeodera och familjen praktbaggar. Inga underarter finns listade i Catalogue of Life.